# سليمان بن مهران الأعمش
أَبُو مُحَمَّدْ سُلَيْمَانُ بْنُ مِهْرَانِ الأَعْمَش الأَسَدِيُّ الكَاهِلِيُّ (10 محرم 61 هـ - 148 هـ) تابعي من حفَّاظ الحديث النبوي، ومُحدّث من الثقات، لقَّبه شمس الدين الذهبي بـ «شيخ المُحدّثين»، وعده أصحاب الطبقات من الطبقة الرابعة من التابعين. وعاش الأعمش في الكوفة، وكان محدثها في زمانه.
أدرك الأعمش جماعة من الصحابة، وعاصرهم ورأى أنس بن مالك، وسمعه يقرأ ولم يحمل عنه شيئًا مرفوعًا، وأرسل عن ابن أبي أوفى، وتعلم من زيد بن وهب، وسمع من المعرور بن سويد وأبا وائل شقيق بن سلمة وعمارة بن عمير وإبراهيم التيمي وسعيد بن جبير ومجاهد بن جبر وإبراهيم النخعي والزهري. وكان عالمًَا بالقرآن والقراءات والفرائض.

## مولده ونشأته
وُلد الأعمش يوم قُتل الحسين بن علي بن أبي طالبٍ، وذلك يوم عاشوراء، في المحرم سنة إحدى وستين من الهجرة، وقيل أن أباه كان حاضرًا مقتل الحسين، ولد بقرية أمه من أعمال طبرستان، وأصله من دماوند نواحي الري، ودماوند جبل مشهور في شمال إيران. قال ياقوت الحموي في معجم البلدان: «جبل عال جدا مستدير كأنه قبة، رأيته ولم أر في الدنيا كلها جبلاً أعلى منه، يظهر للناظر إليه من مسيرة عدة أيام والثلج عليه ملتبس في الصيف والشتاءِ كأنه البيضة وأنه يصعد من ذلك الجبل دخان يضرب إلى عنان السماء. والناظر إليه من الري يظن أنه مشرف عليه وأن المسافة بينهما ثلاثة فراسخ أو اثنان، وإن البرد فيها شديد، والريح عظيمة الهبوب. ودماوند من فتوح سعيد بن العاص في أيام عثمان لما ولي الكوفة سار إليها فافتتحها، وذلك في سنة 29 أو 30 للهجرة.»
قدم أهله به إلى الكوفة طفلًا، حيث قدم والده مهران من الري إلى الكوفة سنة 61 هـ، ودخل في ولاء بني كاهل، وقيل بل كانت أمه حاملًا به وولدته في الكوفة، تعرض لمرض في عينيه في صغره، وجراء ذلك أصابه العمش، وهو ضعف في البصر مع سيلان دمع. فاشتهر بهذا اللقب فيما بعد «الأعمش».

## علمه
كان الأعمش عالمًَا بالقرآن والقراءات والفرائض والحديث، فقد قرأ القرآن على يحيى بن وثاب مقرئ العراق. وقيل: إنه تلا على أبي العالية الرياحي، وقرأ عليه حمزة الزيات وزائدة بن قدامة، وقرأ الكسائي على زائدة بحروف الأعمش، قال سفيان بن عيينة: «كان الأعمش أقرأهم لكتاب الله، وأحفظهم للحديث، وأعلمهم بالفرائض.»، وقال محمد بن سعد البغدادي: «كان الأعمش صاحب قرآنٍ وفرائض وعلمٍ بالحديث، وقرأ عليه طلحة بن مصرف القرآن، وكان يُقْرِيءُ الناسَ ثمّ ترك ذاك في آخر عمره، وكان يَقْرَأ القرآن في كل شعبان على النّاس في كلّ يوم شيئًا معلومًا حين كبر وضعف، ويُحضِرُون مصاحفهم فيعارِضُونها ويُصْلِحونها على قراءته. وكان أبو حَيّان التيمي يُحْضر مصحفًا له كان أصَحّ تلك المصاحف فيُصْلِحون على ما فيهِ أيضًا. وكان الأعمش يقرأ قراءة عبد الله بن مسعود.». وقال هشيم بن بشير: «ما رأيت بالكوفة أحدًا أقرأ لكتاب الله، ولا أجود حديثًا من الأعمش.». ولم يكن للأعمش كتاب، وكان يقرئ القرآن وهو رأس فيه، وكان فصيحًا، وكان لا يلحن حرفًا. ولم يختم عليه القرآن سوى ثلاثة: طلحة بن مصرف وكان أسن منه وأفضل وأبان بن تغلب، وأبو عبيدة بن معن.

## زهده وعبادته
كان الأعمش من النسَّاك، وكان محافظًا على الصلاة في الجماعة، وعلى الصف الأول، وظل سبعين سنةً لم تفُتْه التكبيرة الأولى من صلاة الجماعة، قال عبد الله الخريبي: «ما خلَّف الأعمشُ أعبدَ منه.»، وقال عيسى بن يونس: «لم نر نحن مثل الأعمش، وما رأيت الأغنياء عند أحد أحقر منهم عنده مع فقره وحاجته.»، قال الذهبي: كان عزيز النفس، قنوعًا، وله رزق على بيت المال، في الشهر خمسة دنانير قررت له في أواخر عمره.
وكان عزيز النفس لا يحب مجالسة الأمراء، أرسل له مرةً الأمير عيسى بن موسى بألف درهم وصحيفة ليكتب فيها حديثا، فكتب فيها: «بسم الله الرحمن الرحيم وقل هو الله أحد»، ووجه بها إليه، فبعث إليه: «يا ابن الفاعلة، ظننت أني لا أحسن كتاب الله؟». فبعث إليه: «أظننت أني أبيع الحديث؟.»، وكان يقول: «إن الله يرفع بالعلم أو بالقرآن أقوامًا، ويضع به آخرين، وأنا ممن يرفعني الله به، لولا ذلك لكان على عنقي دَنٌّ صحنًا أطوف به في سكك الكوفة.».

## روايته للحديث
- روى عن: أنس بن مالك، وعبد الله بن أبي أوفي،[7] وأبي وائل شقيق بن سلمة، وزيد بن وهب، وأبي عمرو الشيباني، وإبراهيم النخعي، وسعيد بن جبير، وأبي صالح السمان، ومجاهد بن جبر، وأبي ظبيان الأعرج، وخيثمة بن عبد الرحمن، وزر بن حبيش، وعبد الرحمن بن أبي ليلى، وكميل بن زياد، والمعرور بن سويد، والوليد بن عبادة بن الصامت، وتميم بن سلمة، وسالم بن أبي الجعد، وعبد الله بن مرة الهمداني، وعمارة بن عمير الليثي، وقيس بن أبي حازم، ومحمد بن عبد الرحمن بن يزيد النخعي، وهلال بن يساف، وأبي حازم الأشجعي، وأبي العالية الرياحي، وإسماعيل بن رجاء، وثابت بن عبيد، وأبي بشر جعفر بن أبي وحشية، وحبيب بن أبي ثابت، والحكم بن عتيبة، وذر بن عبد الله، وزياد بن الحصين، وسعيد بن عبيدة، وعامر الشعبي، والمنهال بن عمرو، وأبي سبرة النخعي، وأبي السفر الهمداني، وعمر بن مرة، ويحيى بن وثاب، وعبد الملك بن عمير، ومعبد بن خالد، وخلق كثير من كبار التابعين.[4]
- روى عنه: الحكم بن عتيبة وهو من شيوخه، وأبو إسحاق السبيعي، وطلحة بن مصرف، وحبيب بن أبي ثابت، وعاصم بن أبي النجود، وأيوب السختياني، وزيد بن أسلم، وصفوان بن سليم، وسهيل بن أبي صالح، وأبان بن تغلب، وخالد الحذاء، وسليمان التيمي، وإسماعيل بن أبي خالد، وهم كلهم من أقرانه، وأبو حنيفة النعمان، والأوزاعي، وسعيد بن أبي عروبة، وابن إسحاق، وشعبة بن الحجاج، ومعمر بن راشد، وسفيان الثوري، وشيبان النحوي، وجرير بن حازم، وزائدة بن قدامة، وجرير بن عبد الحميد، وأبو معاوية، وحفص بن غياث، وعبد الله بن إدريس، وعلي بن مسهر، ووكيع بن الجراح، وأبو أسامة حماد بن أسامة، وسفيان بن عيينة، وأحمد بن بشير، وإسحاق بن يوسف الأزرق، وسعد بن الصلت، وعبد الله بن نمير، وعبد الرحمن بن مغراء، وعثام بن علي، ويحيى بن سعيد الأموي، ويحيى بن سعيد القطان، ويونس بن بكير، ويعلى بن عبيد، وجعفر بن عون، وعبد الله بن داود الخريبي، وعبيد الله بن موسى، وأبو نعيم الفضل بن دكين، وابن كناسة وخلق كثير، آخرهم وفاة يحيى بن هاشم السمسار.[4]
- منزلته عند أهل الجرح والتعديل: قال علي بن المديني: له نحوٌ من ألفٍ وثلاثمائة حديثٍ، قال أبو بكر بن عياشٍ: كنا نسمي الأعمش سيِّدَ المحدِّثين،[2] وقال أحمد بن عبد الله العجلي: الأعمش ثقة ثبت، كان محدث الكوفة في زمانه.[4] وقال أحمد بن حنبل: أبو إسحاق والأعمش رجلا أهل الكوفة. وقال شعبة بن الحجاج: ما شفاني أحد في الحديث ما شفاني الأعمش.[5] قال يحيى بن معين: كلما روى الأعمش عن أنس مرسل، وقال أبو حاتم الرازي: لم يسمع من ابن أبي أوفي ولا من عكرمة، وقال علي بن المديني:[8]

| سليمان بن مهران الأعمش | حفظ العلم على أمة محمد ﷺ ستة: عمرو بن دينار بمكة، والزهري بالمدينة، وأبو إسحاق السبيعي والأعمش بالكوفة، وقتادة ويحيى بن أبي كثير بالبصرة. | سليمان بن مهران الأعمش |

## وفاته
توفي الأعمش سنة ثمانٍ وأربعين ومائةٍ، وهو ابن ثمانٍ وثمانين سنةً، ورُوى أن أبا بكر بن عياش دخل عليه في مرضه الذي توفي فيه فقال: «أدعو لك طبيبًا» فقال: «ما أصنع به فوالله لو كانت نفسي في يدي لطرحتها في الحش إذا أنا مت فلا تؤذنن بي أحدًا واذهب بي فاطرحني في لحدي». وذكره ابن كثير في البداية والنهاية في وفيات ربيع الأول سنة ثمان وأربعين ومائة، بينما ذكر الخطيب البغدادي في تاريخ بغداد وفاته في 149 هـ، وقال: «مات سنة تسع وأربعين ومائة وكان ثقة ثبتا في الحديث».